# Massimo Donadi
Massimo Donadi (Venezia, 11 febbraio 1963) è un politico italiano.
È stato senatore nella XIV legislatura, oltre che capogruppo alla Camera dei deputati della XV e XVI legislatura per l'Italia dei Valori, movimento politico di Antonio Di Pietro che ha lasciato nel novembre 2012 in forte polemica con il leader del partito. Ha successivamente fondato il movimento Diritti e Libertà.

## Biografia

### Studi e vita familiare
Nativo del sestiere veneziano di Santa Croce, Donadi ha frequentato il Liceo Foscarini di Venezia per poi laurearsi in giurisprudenza con 110 e lode all'Università di Bologna.

### Attività accademica e professionale
Per cinque anni Donadi è stato assistente del professor Francesco Galgano, civilista e docente d'istituzioni di diritto privato, presso l'Università di Bologna. Ha scritto pubblicazioni nel campo del diritto bancario e assicurativo. Dal 1987 esercita la professione di avvocato, a Venezia e dal 1997 a Mestre.
Donadi è consulente legale dell'Adusbef.
Nel giugno 2006 ha fondato, insieme al professor Sandro Trento, il Centro Studi Folder, Forum Liberal Democratico per le riforme, di cui è presidente.
Nel 2016 esce il suo primo romanzo, La trappola di Tucidide, un thriller edito da Cairo.

### Attività politica

#### Gli inizi
Alle elezioni amministrative del 1997 si candida al consiglio comunale di Venezia, per la lista civica "Insieme per Venezia e Mestre" del ministro dei lavori pubblici Paolo Costa, nella coalizione di centro-sinistra che sostiene la rielezione del sindaco uscente Massimo Cacciari.
Nel 1998 partecipa alla fondazione dell'Italia dei Valori, che più tardi insieme al movimento dei sindaci denominato Centocittà, una parte di Rinnovamento Italiano, ad Unione Democratica e alla Lista Prodi darà vita sul piano nazionale ai Democratici dell'Asinello, di cui il Donadi è stato coordinatore regionale per il Veneto.
In seguito ha ripreso i propri ruoli nell'Italia dei Valori, quando questa ha ricominciato un percorso autonomo dalle altre formazioni.
Nel 2003 è stato il responsabile nazionale dell'iniziativa referendaria per l'abrogazione del lodo Schifani, coordinando la campagna che in tre mesi ha raccolto un milione di firme contro la legge, poi dichiarata incostituzionale dalla Corte Costituzionale.
Nel 2004 è stato responsabile nazionale della lista Di Pietro-Occhetto-Società Civile nella campagna nazionale per le elezioni europee.
A giugno del 2004 è entrato nell'amministrazione provinciale di Venezia, governata dal centrosinistra, come assessore alla Cultura, caratterizzando l'assessorato per le iniziative nel campo teatrale destinate ai giovani della scuola dell'obbligo e nell'ambito dell'interculturalità religiosa.

#### Senatore della Repubblica per IdV
Con il seggio vacante al Senato della Repubblica nel collegio elettorale di Rovigo, lasciato tale per via della morte del forzista Guido Mainardi, viene candidato dalla coalizione di centro-sinistra L'Ulivo alle elezioni suppletive del 23 gennaio 2005, dove viene eletto senatore.
Aderisce al Gruppo misto del Senato creando la componente Italia dei Valori.

#### Capogruppo IdV alla Camera

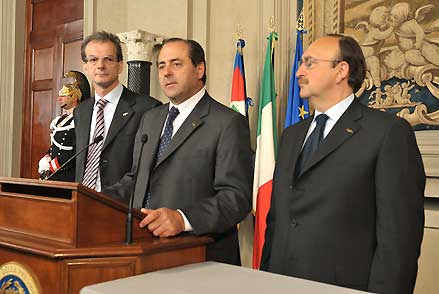
Massimo Donadi con Antonio Di Pietro durante le consultazioni del Presidente della Repubblica

Viene eletto alla Camera nella legislatura seguente candidandosi però alle elezioni dell'aprile 2006 nelle liste dell'Ulivo come rappresentante della quota del diritto di tribuna concesso all'IdV nel caso il movimento non avesse superato gli sbarramenti; pertanto gli fu attribuita, col sistema della nuova legge proporzionale a liste bloccate, una posizione utile nella lista dell'Ulivo in Puglia, che gli permise di essere eletto. Fu poi nominato capogruppo del gruppo parlamentare dell'Italia dei Valori alla Camera.
Nelle elezioni del 2008 viene rieletto deputato, stavolta nelle liste dell'Italia dei Valori, e successivamente riconfermato capogruppo. È membro della Commissione Affari Costituzionali.
Massimo Donadi è stato vittima dello scandalo del pizzino tra il democratico Nicola Latorre e l'allora deputato PdL Italo Bocchino avvenuto negli studi di Omnibus su LA7 il 18 novembre 2008 dove il senatore Latorre, di fronte all'evidente stato di difficoltà in cui versava Italo Bocchino per gli attacchi di Donadi, gli andava in soccorso suggerendogli come mettere in difficoltà Donadi e l'Italia dei Valori a proposito dell'elezione del Presidente della Regione Siciliana.
Nel corso della primavera e nell'estate del 2009 Massimo Donadi prende in diverse occasioni le distanze da Antonio Di Pietro, a causa degli attacchi di quest'ultimo al Capo dello Stato Giorgio Napolitano.
Nel gennaio 2010 invia una lettera allo stesso Napolitano, in seguito alla missiva del Presidente della Repubblica ad Anna Craxi, esprimendo totale dissenso; alla lettera del Donadi Napolitano ha dato risposta.

#### Abbandono dell'IdV e nascita di Diritti e Libertà
Ad ottobre 2012 si inaspriscono forti polemiche all'interno dell'IdV sulla nuova linea politica del partito e sul ruolo del leader e presidente dell'IdV Antonio Di Pietro. A capo della dissidenza interna, Donadi critica duramente Di Pietro per aver dato una linea politica al partito spostata verso il Movimento 5 Stelle di Beppe Grillo: egli paventa l'ipotesi di scioglimento del partito al fine di creare una nuova lista alleata dei grillini con conseguente, definitiva rimozione di IdV dall'alveo del centro-sinistra e rischio di ridurre il partito all'irrilevanza nel quadro politico nazionale. Inoltre Donadi critica una gestione troppo personalistica e padronale da parte del leader nella linea politica volta ad attacchi continui contro il Presidente della Repubblica Giorgio Napolitano, il Presidente del Consiglio Mario Monti e gli alleati del Partito Democratico, nonché nella gestione economica e finanziaria dei beni del partito.
Il 5 novembre rassegna le sue dimissioni da Capogruppo dell'IdV alla Camera, dopo la notizia che la maggioranza del suo gruppo parlamentare vicino a Di Pietro era pronto a sfiduciarlo a causa delle sue critiche.
L'8 novembre, dopo una riunione dei gruppi congiunti IdV di Camera e Senato che ha ribadito pieno sostegno alla linea politica del leader del partito Antonio Di Pietro messa duramente in discussione dallo stesso ex capogruppo, Donadi insieme al Senatore e Coordinatore regionale dell'IdV in Campania Aniello Formisano rassegna le sue dimissioni da tutti gli incarichi del partito e del gruppo parlamentare per fondare il movimento Diritti e Libertà, presentato il 22 novembre e confluito un mese dopo in Centro Democratico, lista elettorale fondata con Bruno Tabacci, entrando così a far parte della coalizione Italia. Bene Comune che candidava Pier Luigi Bersani alla Presidenza del Consiglio, ma non verrà rieletto rimanendo dunque fuori dal Parlamento.

## Opere
- La trappola di Tucidide, Milano, Cairo, 2016, ISBN 9788860527431, OCLC 962845371.